# Radionuklidtherapie von Knochenmetastasen
Die Radionuklidtherapie von Knochenmetastasen ist ein nuklearmedizinisches Verfahren zur palliativen Behandlung von Knochenmetastasen.

## Beschreibung
Bei der Radionuklidtherapie von Knochenmetastasen werden dem Patienten Radiopharmaka injiziert. An Radionukliden kommen derzeit (Stand 2011) im Wesentlichen nur β-Strahler, wie 89Sr (als Chlorid), 90Y (als Citrat), 32P (als Natriumphosphat), Samarium-153-EDTMP (Ethylendiamin-tetra(methylenphosphonsäure); ein Phosphonat-Analogon zu Ethylendiamintetraessigsäure) und Rhenium-186-HEDP (Hydroxy-Ethylen-Diphosphonat) zur Anwendung. Diese Radiopharmaka haben eine hohe Knochenaffinität, das heißt, sie werden nach der Verabreichung (Applikation) schnell und in hohem Maße in die Knochen eingebaut. Bereiche mit hohem Knochenumsatz, wie Knochenmetastasen, nehmen diese β-Strahler in erhöhtem Maße auf. Die Gewebeschädigung ist deshalb im Bereich der Metastasen besonders hoch. Je nach Reichweite des beim Zerfall freigesetzten Elektrons werden auch einige Millimeter des umgebenden gesunden Gewebes geschädigt. Aufgrund ihrer chemischen Ähnlichkeit zum Calcium werden 89Strontium und 90Y als freie Ionen direkt in die Knochen eingebaut. Auch 32P wird als Phosphat direkt von den Knochen resorbiert. Bei den Radionukliden 153Sm und 186Re wird die Knochenaffinität durch die chemische Bindung an knochenaffine Bisphosphonate erreicht. Wie bei der Strahlentherapie werden durch die Radionuklidtherapie der Knochenumbau und Entzündungen im Bereich der Knochenmetastasen gehemmt. In mehreren Studien konnte die Effektivität der Radionuklidtherapie für Knochenmetastasen bei Brustkrebs und Prostatakarzinom nachgewiesen werden. Die Ansprechrate liegt bei etwa 70 % der behandelten Patienten. Eine vollständige Schmerzfreiheit erzielt man bei etwa 30 % der Patienten. Die Schmerzlinderung setzt etwa 48 Stunden nach der Behandlung mit 186Re und 153Sm ein und hält zwischen einem und zwölf Monaten an. In den ersten zwei bis vier Tagen kommt es bei etwa 10 bis 30 % der Patienten zu einer durchschnittlich drei Tage andauernden Anfangsverschlimmerung der Schmerzen (engl. pain flare).
Zur Therapie von Knochenmetastasen des Schilddrüsenkarzinoms kann Iod-131 (Radioiodtherapie) verwendet werden. Die Knochenmetastasen können dabei zuvor mit Hilfe des diagnostischen Radionuklids Iod-123 nachgewiesen und die potenzielle Radioiodaufnahme für die Therapie überprüft werden. Die Heilungschancen sind bei Schilddrüsenkarzinomen auch nach der Metastasierung in die Knochen – im Gegensatz zu den meisten anderen Tumoren – relativ hoch. Die 5-Jahres- beziehungsweise 10-Jahres-Überlebensrate lag in einer Studie aus dem Jahr 2001 bei 41 beziehungsweise 15 %.
Die Reichweite der β-Strahlung liegt – abhängig vom verwendeten Radionuklid – im Bereich von mehreren Millimetern. Dadurch kann das die Knochenmetastasen umgebende gesunde Knochenmark in Mitleidenschaft gezogen werden. Die Myelotoxizität, das heißt die Schädigung blutzellbildender Stammzellen des Knochenmarks limitiert sowohl die anwendbare Aktivität als auch die Anzahl der Therapiezyklen. Die Funktion der Blutbildung im roten Knochenmark wird bei den üblichen Aktivitäten an Radionukliden zur Behandlung von Knochenmetastasen auf etwa ein Drittel der Ausgangswerte gesenkt. Dieser Effekt lässt nach etwa zwei Monaten wieder nach. Patienten mit einer Anämie oder einer Leukopenie sind deshalb von einer Radionuklidtherapie normalerweise ausgeschlossen.
Die radiobiologische Wirksamkeit (radiobiological effectiveness, RBE) der β-Strahlung ist relativ niedrig. Im Gegensatz dazu haben α-Strahler einen wesentlich höheren Energieeintrag und dadurch eine deutlich höhere radiobiologische Wirksamkeit. Man spricht in diesem Zusammenhang von einer hohen linearen Energieübertragung (engl. high-LET, high linear energy transfer). β-Strahler haben eine niedrige lineare Energieübertragung (engl. low-LET). Der low-LET führt in der DNA der Tumorzellen nur vereinzelt zu Strangbrüchen, während beim high-LET irreparable Doppelstrangbrüche in der DNA ausgelöst werden. Die Reparaturmechanismen der Zelle sind mit den Einwirkungen von α-Strahlern weitgehend überfordert. Die Dosis-Wirkungs-Beziehung verläuft bei High-LET-Strahlenquellen nahezu linear, während sie bei Low-LET-Strahlern linear-quadratisch ist. Vorteilhaft ist außerdem die mit weniger als 100 µm geringe Reichweite der α-Teilchen im Körpergewebe. Die Abhängigkeit der Wirksamkeit einer Radionuklidtherapie vom Zellzyklus (G0) ist durch die schweren Schäden, die die α-Strahlung in den Zellen anrichtet, deutlich geringer als bei den β-Strahlern.
Mit 223Ra-Chlorid (Alpharadin, Handelsname Xofigo) ist ein α-Strahler zur Behandlung von symptomatischen Knochenmetastasen kastrationsresistenter Prostatakarzinome zugelassen. Das 223Ra soll ebenfalls gezielt die Knochenmetastasen schädigen und – aufgrund der sehr geringen Reichweite der α-Strahlung – das umgebende Gewebe weitgehend schonen. In der klinischen Phase II betrug die mittlere Überlebenszeit der Patienten, die Radium-223 erhielten, 65,3 Wochen, während sie bei den Patienten, denen ein Placebo verabreicht wurde, bei 46,4 Wochen lag.
Radium wird wegen seiner Ähnlichkeit zum Calcium vom Körper bevorzugt in die Knochen eingebaut. Knochenaufbauende Metastasen reichern wegen ihres hohen Mineralbedarfes das Radium in verstärktem Maß an.